# ميكانيكا الجنف مجهول السبب العصبية

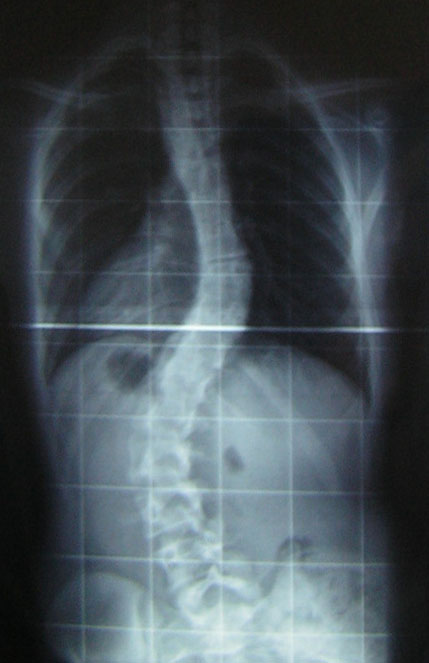
صورة شعاعية بسيطة للجنف مجهول السبب

تتعلق الميكانيكا العصبية للجنف مجهول السبب بالتغيرات التي تطرأ على العظام والعضلات والمفاصل في حالات تشوه العمود الفقري المتضمن انحناء العمود الفقري الجانبي ودوران الفقرات ضمن الجزء المنحني، ومن غير الممكن تفسير هذا الأمر بالتشوهات الخلقية للفقرات ولا بالاضطرابات العصبية العضلية كالحثل العضلي. يمثل الجنف مجهول السبب 80-90% من حالات الجنف. أسبابه غير معروفة. ومع ذلك، قد تتشارك تغييرات معينة في آلية المرض كتغيرات في الجهاز الدهليزي، وسحب وحشي لتمثيل اليد وتغير غير طبيعي لموقع الخريطة الحركية للعضلة الناصبة للفقار في القشرة الحركية. اقتُرح قصر الحبل الشوكي والشد العصبي المرتبط به كسبب ونموذج للجنف مجهول السبب. إلى جانب كون الجنف مجهول السبب أكثر تواترًا في بعض العائلات، يُشتبه أنه ينتقل عن طريق الوراثة السائدة. يمكن أن يلعب الأستروجين أيضًا دورًا مهمًا في تطور الجنف مجهول السبب من خلال دوره في تكوين العظام ونموها ونضجها ودورانها. أخيرًا، اقتُرح أن تشوهات الكولاجين والقرص بين الفقرات والتشوهات العضلية أسبابًا للجنف مجهول السبب، رغم أن هذه التشوهات قد تكون نتائج وليست أسبابًا.

## البيانات الديموغرافية
يُستخدم عمر المريض عند ظهور الجنف، والنمو المتبقي، وبدء الإحاضة ومقدار الانحناء للتنبؤ بتطور انحناء الجنف مجهول السبب. ومع ذلك، لم تُحدد بشكل واضح الأهمية النسبية لكل عامل على حدة وكيف يمكن أن تتفاعل مع بعضها. كلما ظهر الجنف مبكرًا، زادت احتمالية تقدمه. رغم أنه من المستحسن أن يمارس الأشخاص المصابون بالجنف مجهول السبب رياضة تتضمن التمارين الهوائية وتطوير صورة إيجابية عن الجسم، يجب تجنب ممارسة الرياضة تنافسيًا.

### العمر
يمكن أن يظهر الجنف مجهول السبب في أعمار مختلفة. الجنف الطفولي مجهول السبب الذي يظهر منذ الولادة وحتى سن 3 سنوات، يمثل 0.5% من الجنف مجهول السبب. الجنف الشبابي مجهول السبب الذي يظهر من سن 4 إلى 10 سنوات، يمثل 10.5% من الجنف مجهول السبب. الجنف مجهول السبب عند المراهقين الذي يظهر بعد سن 10 سنوات، يمثل 89% من حالات الجنف مجهول السبب. من هذه الإحصائيات، يبدو أن الأفراد أكثر عرضة للإصابة بالجنف مجهول السبب خلال فترة المراهقة.

### مستوى النشاط البدني
نظرًا لأن الأشخاص المصابين بالجنف لديهم رخاوة في المفاصل أكثر من الأشخاص غير المصابين بالجنف، فإنهم ينجذبون إلى الجمباز، ولكن ممارسة الجمباز لمدة تقل عن 20 ساعة تدريب في الأسبوع لا تسبب الجنف. استنادًا إلى السكان الذين تلقوا أكثر من 20 ساعة تدريب في الأسبوع، لوحظ الجنف مجهول السبب بين 10% من لاعبي التنس و 16% من السباحين الشباب و 24% من فرقات الباليه المحترفة. قد يؤثر تعرض الجسم لقيود ميكانيكية متكررة بشدة إلى حدوث الجنف مجهول السبب.